# BRT Expresso DF
O Expresso DF é um sistema  de Bus Rapid Transit (BRT) que opera no Distrito Federal brasileiro, que teve sua inauguração em Junho de 2014. A obra fez parte do pacote de projetos de mobilidade para a Copa do Mundo FIFA de 2014 para a cidade de Brasília, ligando a região central da cidade (Plano Piloto) à periferia (Santa Maria e Gama).
Com 43 km, sendo 35 km em faixas exclusivas, o Expresso DF, está operando no trecho conhecido como Expresso DF Sul e liga de maneira expressa as regiões administrativas de Santa Maria e Gama ao Plano Piloto.
O sistema transporta em média 220 mil passageiros por dia e prometia reduzir o tempo de deslocamento entre as duas regiões e ao centro de Brasília de 90 minutos para 40 minutos.
O sistema Expresso DF foi classificado como "Bronze" pelo Instituto de Políticas de Transporte & Desenvolvimento (ITDP), em 2015. Os critérios de avaliação do ITDP são atualizados continuamente e segundo os critérios mais atuais, a classificação do sistema como BRT pode estar comprometida - porém, novas classificações são feitas apenas a partir de obras e intervenções significativas nos sistemas previamente classificados.

## Obra

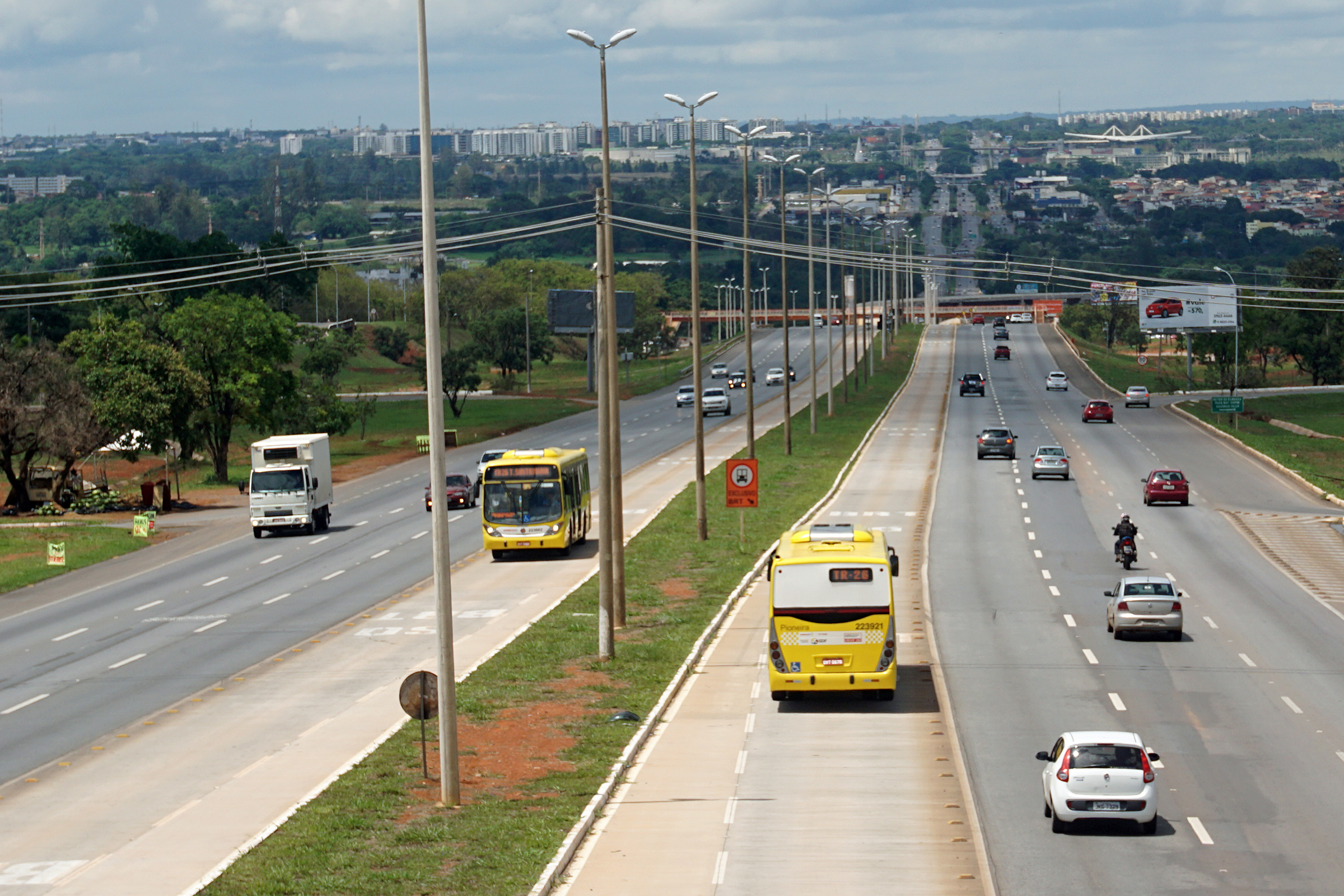
BRT Expresso DF Sul

As obras foram iniciadas em 2011 e o primeiro trecho, que fará a ligação de Gama e Santa Maria à Rodoviária do Plano Piloto, passando pela Estrada Parque Dom Bosco ficou pronto em dezembro de 2013. 
O trecho entre o final do Park Way e a Estação Terminal Asa Sul foi finalizado em 2014.
O valor total da obra foi de R$785 milhões, sendo R$ 224 milhões de recursos do Governo do Distrito Federal e R$ 561 milhões financiados pela Caixa Econômica Federal.

## Veículos
O sistema é operado por ônibus articulados – com capacidade para transportar 130 passageiros, e ônibus Padrons - com capacidade para transportar 70 passageiros, diariamente passam pelo BRT mais de 200 mil pessoas 

## Estações

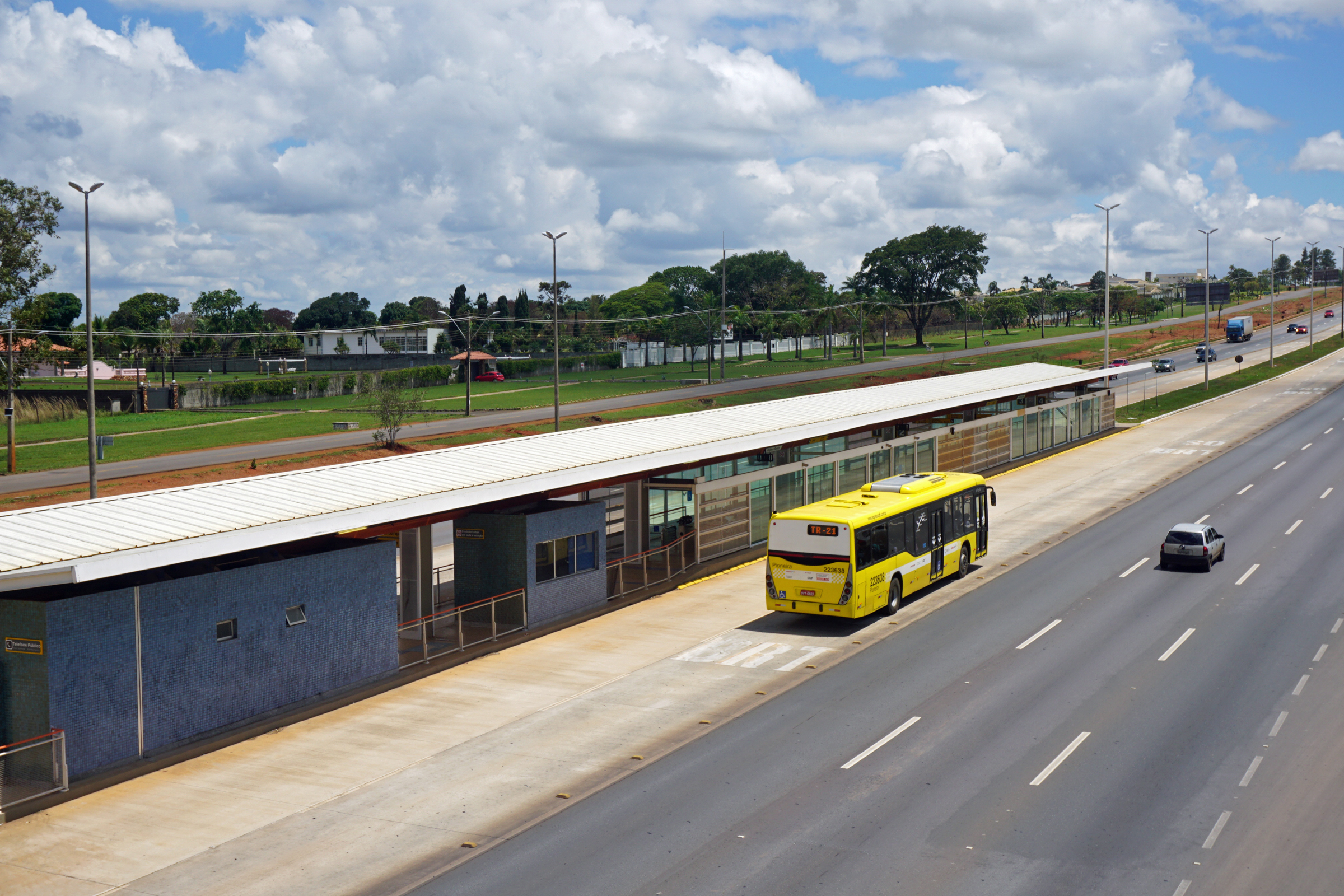
Estação Vargem Bonita, BRT Expresso DF Sul

Todo o sistema possui 8 estações intermediárias: Duas em Santa Maria, duas no Gama, quatro no Park Way e uma no Plano Piloto. Além disso ele também dispõem de um sistema para o pagamento da passagem, sendo apenas aceito o cartão, sendo apenas os cartões : Mobilidade/Especial/Estudantil, etc... 